# Новомосковский музыкальный колледж
Новомосковский музыкальный колледж имени М. И. Глинки — государственное образовательное учреждение среднего профессионального образования города Новомосковска Тульской области.
Директор — Скуднов Александр Валентинович, заслуженный работник культуры России, художественный руководитель и дирижёр лауреата премии ЦФО в области литературы и искусства симфонического оркестра Новомосковского музыкального колледжа.

## История
С 1 ноября 1945 года в Сталиногорске (ныне город Новомосковск Тульской области) начала работать Сталиногорская музыкальная школа (директор — Л. Б. Фурман). Помещение было выделено Сталиногорской ГРЭС, а ремонт производил комбинат «Москвоуголь». В первый набор из 850 абитуриентов было принято 220 наиболее одарённых детей. В настоящее время, это муниципальное образовательное учреждение дополнительного образования детей «Детская музыкальная школа № 1». Детская музыкальная школа является первой ступенью музыкального образования и готовит профессионально одарённых учеников для поступления в музыкальное училище.
Сталиногорское музыкальное училище было открыто летом 1959 года по инициативе директора детской музыкальной школы Сталиногорска Л. Г. Скворцова при поддержке директора комбината «Москвоуголь» Д. Г. Оника. Л. Г. Скворцов стал первым директором училища, он открывал музыкальные школы в Донском, Узловой и Кимовске. Училище разместилось в новом здании по улице Берёзовая. Перед зданием учебного заведения установлен памятник М. И. Глинке.
Л. Г. Скворцов сформировал творческий педагогический коллектив, в основном, из выпускников Московского музыкально-педагогического института им. Гнесиных, Московской, Саратовской и других консерваторий. В 1963 году в Москве по поводу первого выпуска училища состоялся концерт, в котором приняли участие солисты, оркестры и ансамбли. Концерт получил высокую оценку Министерства культуры РСФСР и Е. Ф. Гнесиной, одной из основателей «Гнесинской школы».
С 1994 года в училище проводятся Всероссийские конкурсы, а в 2001, 2004 и 2008 годах были проведены Международные молодёжные конкурсы камерных ансамблей и фортепианных дуэтов, в которых приняли участие молодые музыканты из США, Испании, Китая, Украины, Молдовы, Беларуси и различных регионов России.
В сентябре 1997 года в училище была создана Специальная музыкальная школа, основной задачей которой является выявление и привлечение особо одаренных детей для дальнейшего профессионального образования. В год открытия были приняты 29 учащихся. В настоящее время в школе имеются три отдела, на которых обучается 96 детей на конкурсной основе.
В связи с 50-летним юбилеем учебного заведения 13 июля 2009 года колледж переименован в государственное образовательное учреждение среднего профессионального образования Тульской области «Новомосковский музыкальный колледж имени М. И. Глинки».
За более чем полувековую историю учебное заведение подготовило около трёх тысяч специалистов, из них — 389 с отличием. Более 60 % выпускников поступают в музыкальные высшие учебные заведения и продолжают своё обучение в Московской государственной консерватории им. П. И. Чайковского, Российской академии музыки им. Гнесиных, Саратовской государственной консерватории им. Л. Собинова, Казанской государственной консерватории им. Н. Жиганова, Нижегородской государственной консерватории им. М. Глинки, Воронежской государственной академии искусств и других профильных вузах. Сотни выпускников стали высоквалифицированными преподавателями детских музыкальных школ и детских школ искусств. Только в Тульской области в детских музыкальных школах и школах искусств работают 445 преподавателей и концертмейстеров, а их коллективы в городах Новомосковск, Узловая, Донской, Северо-Задонск и Кимовск на 80-90 % состоят из выпускников колледжа. Выпускники колледжа также работают директорами музыкальных школ, школ искусств и средних специальных учебных заведений России, ближнего и дальнего зарубежья.

## Обучение
По состоянию на 2025 год, в Новомосковском музыкальном колледже обучаются почти 300 студентов и учащихся специальной музыкальной школы по специальностям:
- Фортепиано (руководитель С. С. Якшич)
- Струнно-смычковые инструменты (руководитель Заслуженный работник культуры РФ М. В. Митракова)
- Духовые и ударные инструменты (руководитель Е. А. Смагина)
- Инструменты народного оркестра (руководитель Заслуженный работник культуры РФ С. Н. Антипова)
- Теория музыки (руководитель Е. А. Айнутдинова)
- Хоровое дирижирование (руководитель Т. А. Чистоусова)
- Музыкальное искусство эстрады (руководитель О. Е. Вуколова)

Срок обучения составляет 3,8 лет.

## Директора
- Скворцов Леонид Геннадьевич (с 1959 по 1965) — основатель и первый директор училища, выпускник Государственного музыкально-педагогического института им. Гнесиных
- Хомяков Виктор Семенович (с 1965 по 1971) — выпускник Государственного музыкально-педагогического института им. Гнесиных, участник Великой Отечественной войны
- Рачинский Анатолий Антонович (с 1971 по 1978) — выпускник Московской государственной консерватории им. П. И. Чайковского
- Боженов Михаил Иванович (с 1978 по 1984) — один из первых выпускников Новомосковского музыкального училища, окончил Московский государственный педагогический институт, участник Великой Отечественной войны
- Емельянов Валерий Викторович (с 1984 по 1992) — выпускник Казанской государственной консерватории им. Н. Жиганова, с 1968 года работал в училище преподавателем, затем завучем.
- Скуднов Александр Валентинович (с 1992 по н.в.) — выпускник Новомосковского музыкального училища (1977) и Казанской государственной консерватории им. Н. Жиганова (1987), окончил аспирантуру-стажировку в классе заслуженного деятеля искусств, профессора Ф. Ш. Мансурова по специальности «Оперно-симфоническое дирижирование» (1995), заслуженный работник культуры Российской Федерации, Почётный гражданин города Новомосковск, отличник Всероссийского проекта «Эффективное управление кадрами»[3].